# Rhynchoryza
Rhynchoryza là một chi thực vật có hoa trong họ Hòa thảo (Poaceae). Loài duy nhất được biết đến thuộc chi Rhynchoryza là Rhynchoryza subulata, có nguồn gốc ở Brazil (Rio Grande do Sul), Argentina (Santa Fe, Buenos Aires, Entre Ríos, Corrientes, Chaco), Paraguay và Uruguay.